# Multifísica
La Multifísica (del inglés Multiphysics) es una disciplina computacional la cual involucra simulaciones que implican múltiples modelos físicos o múltiples fenómenos físicos simultáneos. Por ejemplo, incluir combinaciones de cinética química, mecánica de fluidos y combinación de elementos finitos con dinámica molecular. La multifísica típicamente implica solucionar sistemas acoplados de ecuaciones diferenciales parciales.
Muchos de las simulaciones físicas implican sistemas acoplados, como por ejemplo los campos eléctricos y magnéticos para el electromagnetismo, presión y velocidad para el sonido, o la parte real e imaginaria de la función de onda de la mecánica cuántica. Otro caso es la aproximación media del campo para la estructura electrónica del átomo, donde las funciones del campo  eléctrico y de onda del electrón son acopladas.